# Дерсімська різанина
Дерсімська різанина (тур. Dersim İsyanı «повстання», Dersim Katliamı «різанина», заз. Terteley Dêsımi «повстання», тур. Serhildana Dêrsimê, Terteleyê Dêrsimê «повстання», Komkujiya Dêrsimê «різанина») — події, що відбувалися в турецькій провінції Дерсім (зараз Тунджелі) у 1937 і 1938 роках, коли після подій дерсімського повстання збройні сили Туреччини жорстоко придушили його, влаштувавши масові погроми і чистки серед місцевого населення — алевітських курдів. Як наслідок, за різними даними, було вбито від 13606 до 70000 цивільного населення.
23 листопада 2011 року турецький прем'єр-міністр Реджеп Таїп Ердоган приніс публічні вибачення за події Дерсімської різанини, назвавши це однією з найтрагічніших подій в історії Туреччини.

## Історія
1934 році Туреччина прийняла новий закон про переселення, метою якого було асиміляція національних меншин, що проживають у країні. Ці заходи також заохочували примусове переселення людей всередині країни заради створення культурної однорідності турецького етносу. 1935 року закон вступив у силу і його стали інтенсивно застосовувати в Тунджелі, де переважно проживали курди і заза-алевіти. Цей регіон був відомий сильними сепаратистськими настроями: за останні 40 років там сталося 11 збройних конфліктів.

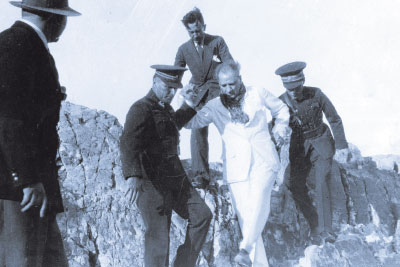
Командир гвардійського полку Ісмаїл Хакі Текче і Мустафа Кемаль Ататюрк у Тунджелі, 1937 рік

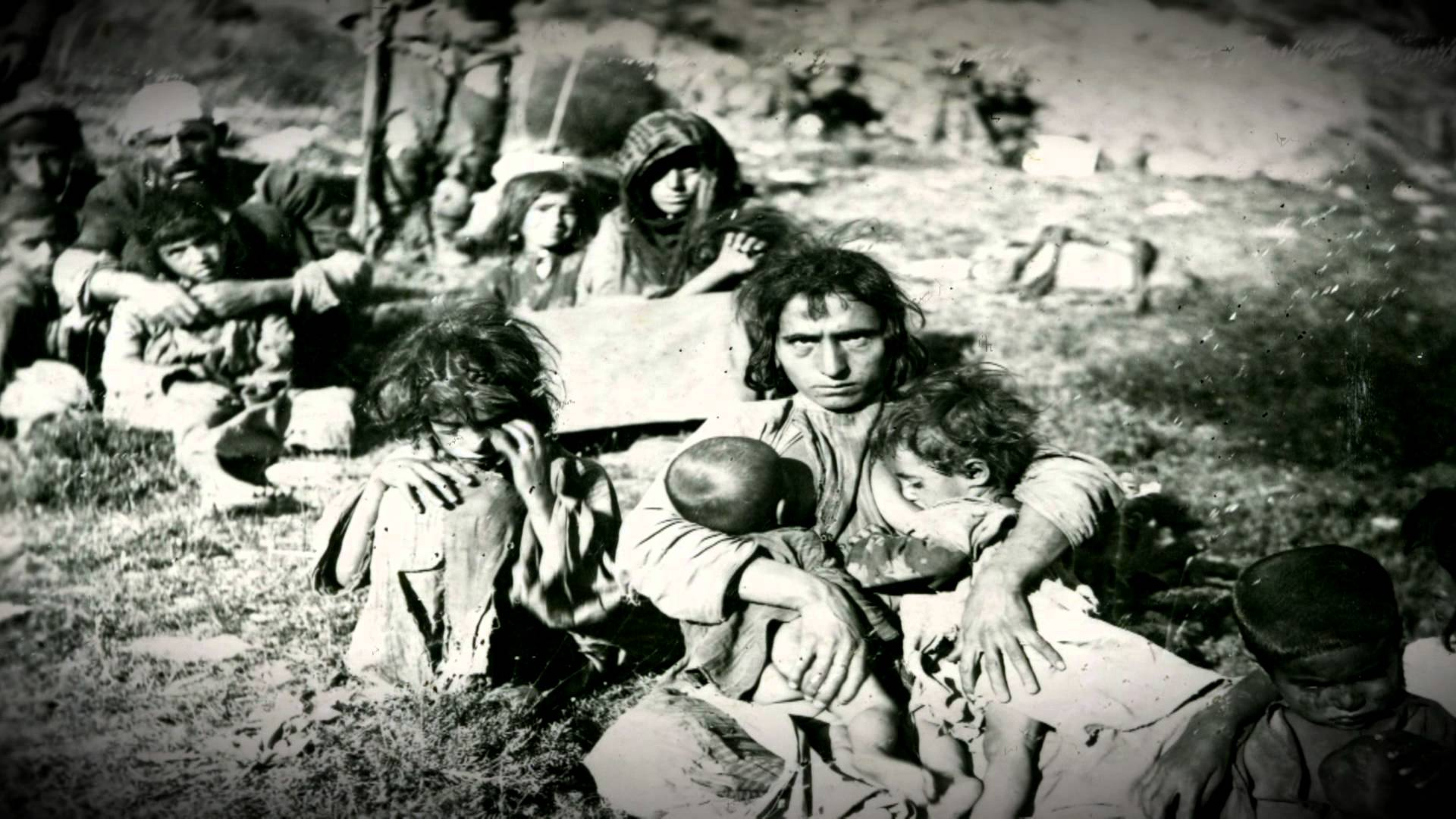
Жителі Дерсіму, 1938 рік

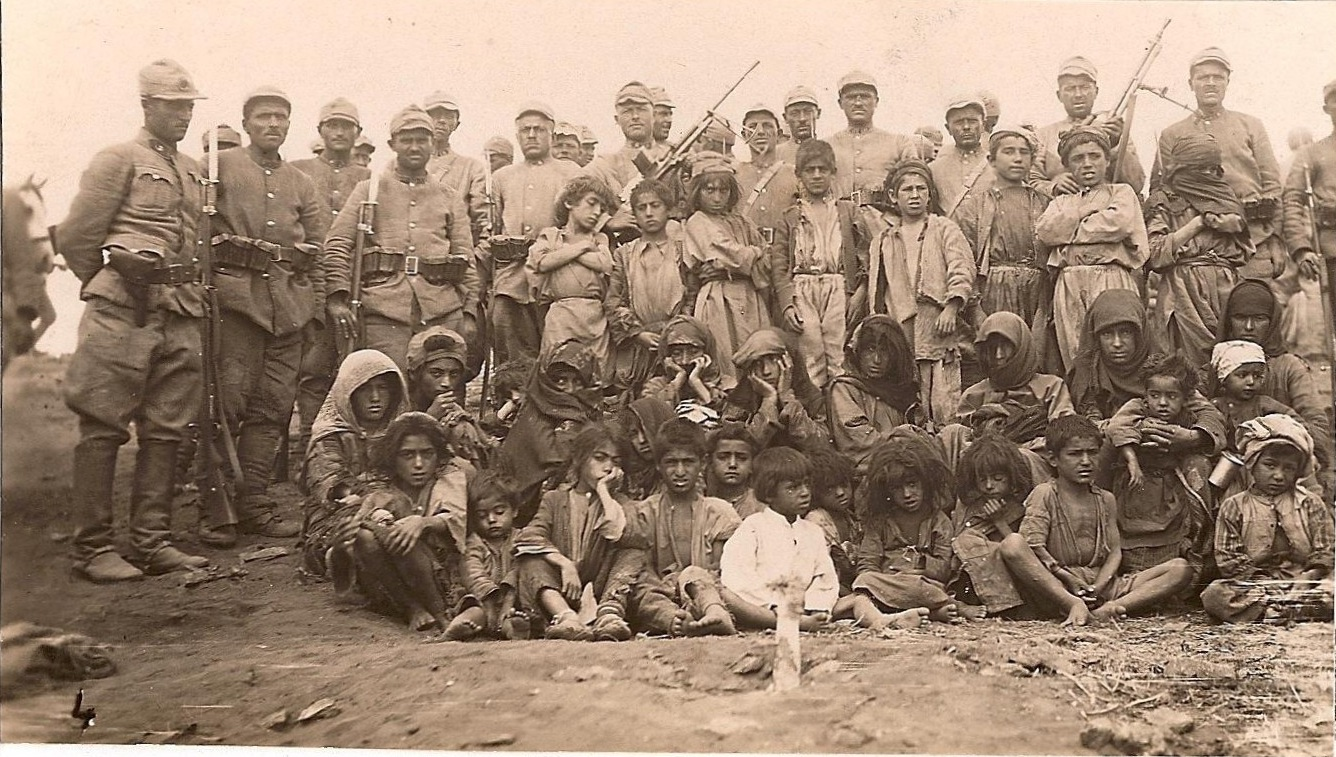
Турецькі солдати захопили місцевих жінок і дітей, 1938 рік.

Після прийняття нового закону і набрання ним чинності, в регіоні 1937 року почалися масові протести. Місцевому губернатору надійшов лист, у якому висловлювалося незадоволення щодо прийняття нового закону і прохання переглянути його. Згідно з курдським джерелами, авторів листа схопили і стратили. Як наслідок, у травні група місцевих жителів улаштувала напад на поліційний конвой, що започаткувало серію локальних конфліктів і повстань.
Для придушення повстання в регіон перекинуто близько 25000 військовослужбовців, до літа повстання придушили. Керівників повстання, зокрема Сеїда Ризу, засуджено до смертної кари через повішення. Проте залишки повстанських сил продовжували чинити опір, тому вирішено подвоїти кількість військ в регіоні. Методи придушення повстання армією були вкрай жорсткими, відбувалися масові вбивства мирного цивільного населення, погроми сіл, масові депортації, деякі селища зазнавали бомбардування повітряними силами Туреччини. Залишки повстанських сил остаточно придушено до жовтня 1938 року.

## Жертви
За оцінкою британських сучасників кількість жертв погромів, проведених турецькою армією, коливається в межах 40000 осіб, хоча деякі історики припускають, що це число перебільшено. За різними джерелами, кількість жертв становила 7594, понад 10000 або понад 13000 цивільного населення. Приблизно 3000 осіб насильно депортовано в інші регіони.
2008 року під час конференції, організованої курдським підрозділом ПЕН-клубу, учасники прийшли до висновку, що Туреччина винна в геноциді і під час придушення повстання в Дерсімі вбито 50000-80000 цивільного населення.

## Версія геноциду
Більшість курдів і деякі турки розцінюють події в Дерсімі під час придушення повстання як акт геноциду. Найвідомішим прихильником версії геноциду є турецький академік Ісмаїл Бешикчі. Висловлено думку, що за міжнародними законами дії турецької влади не були геноцидом, оскільки починалися вони не для цілеспрямованого знищення населення, а для його залякування і придушення опору. Інші вчені, такі як данець Мартін ван Бруйнессен, вважають, що події в Дерсімі були актом етноциду, спрямованим проти місцевих мов і національної ідентичності.
У березні 2011 року турецький суд ухвалив, що дії турецького уряду в Дерсімі не можна розглядати як акт геноциду, оскільки не було систематичних наказів і законів, що встановлюють знищення місцевого населення.

## Офіційне вибачення
23 листопада 2011 року турецький прем'єр-міністр Реджеп Тайїп Ердоган публічно вибачився під час телевізійної зустрічі своєї партії в Анкарі, заявивши, що події в Дерсімі є однією з найтрагічніших подій в історії Туреччини. Головним чином його заява адресувалась лідеру опозиції Кемалю Киличдароглу. Ердоган також зазначив, що саме партія Киличдарголу — РНП була при владі під час подій Дерсімської різанини та попри те, що багато турецьких політиків і націоналістів прагнуть виправдати турецьку владу, в тому, що це було законною відповіддю на повстання і тероризм у Дерсімі, залишається фактом те, що всі дії влади були поетапно спланованими.